# کانتاستوریا

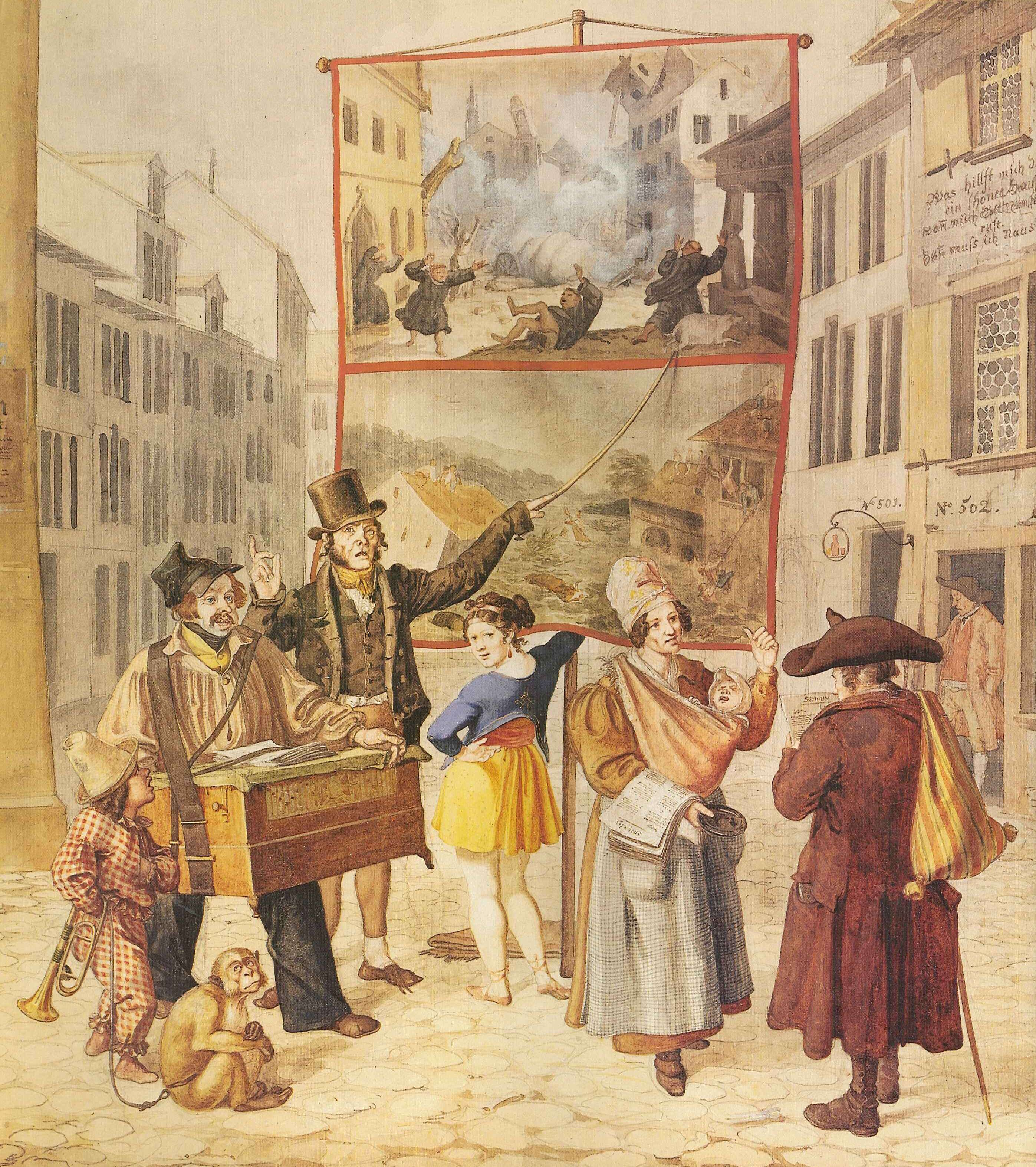
یک آوازه‌خوان کانتاستوریا در بازل. یک نقاشی از سده نوزدهم.

کانتاستوریا (Cantastoria) که با املای دیگری چون کانتاستوریه، کانتا استوریا یا کانتا هیستوریا نیز نوشته می‌شود، در زبان ایتالیایی به معنی «داستان‌خوان» است و در سراسر جهان با نام‌های مختلفی شناخته می‌شود. این یک شکل نمایشی است که در آن یک اجراکننده داستانی را تعریف می‌کند یا می‌خواند و در حین آن به مجموعه‌ای از تصاویر اشاره می‌کند. این تصاویر می‌توانند نقاشی، چاپ یا طراحی شده روی هر نوع ماده‌ای باشند.

## آسیا
در هند قرن ششم، داستان‌های مذهبی به نام saubhikas توسط داستان‌سرایان سیار که پرچم‌هایی با تصاویر خدایان را از خانه‌ای به خانه دیگر می‌بردند، اجرا می‌شد. شکل دیگری به نام yamapapaka شامل داستان‌سرایانی بود که طومارهای عمودی پارچه‌ای را حمل می‌کردند و داستان‌هایی در مورد زندگی پس از مرگ می‌خواندند. در زمان‌های اخیر، این نمایش‌ها هنوز توسط زنان Chitrakar از بنگال غربی در هند اجرا می‌شود.
در تبت، این نمایش‌ها به نام ma-ni-pa شناخته می‌شد و در سایر نقاط چین به نام pien شناخته می‌شد. در اندونزی، طومار به صورت افقی ساخته می‌شد که wayang beber نامیده می‌شود و چهار اجراکننده را به کار می‌گرفت: یک مرد که داستان را می‌خواند، دو مرد که غلتاندن طومار را انجام می‌دادند و یک زن که چراغی را برای روشن کردن تصاویر خاص نشان داده شده در داستان نگه می‌داشت. سایر اشکال تئاتر اندونزیایی که به عنوان نمایش سایه شناخته می‌شوند، wayang kulit و wayang golek هستند که از نمایش عروسکی میله‌ای استفاده می‌کنند و امروزه نیز اجرا می‌شوند.
در ژاپن، کانتاستوریا به صورت etoki (絵解) یا emaki (絵巻) در قالب طومارهای آویزان تقسیم شده به پانل‌های جداگانه ظاهر می‌شود که پیش‌درآمدی بر مانگا محبوب مدرن یا کمیک ژاپنی است. Etoki گاهی به شکل کتابچه‌های کوچک یا حتی نمایش عروسک‌هایی بود که در کنار جاده با پس‌زمینه‌هایی در پشت آن‌ها قرار می‌گرفتند. در قرن بیستم، آبنبات‌فروشان ژاپنی با دوچرخه، نمایش‌های سریالی به نام kamishibai (紙芝居) را اجرا می‌کردند که در آن داستان با مجموعه‌ای از تصاویر متغیر که در یک جعبه قاب باز می‌لغزیدند و بیرون می‌آمدند، روایت می‌شد. برخی از نمایش‌های kamishibai دارای یک عنصر نمایش راریتی (نمایش عجیب و غریب) بودند که در آن بیننده می‌توانست هزینه بیشتری بپردازد تا از طریق یک سوراخ به یک اثر باستانی مرتبط با داستان نگاه کند.

## اروپا

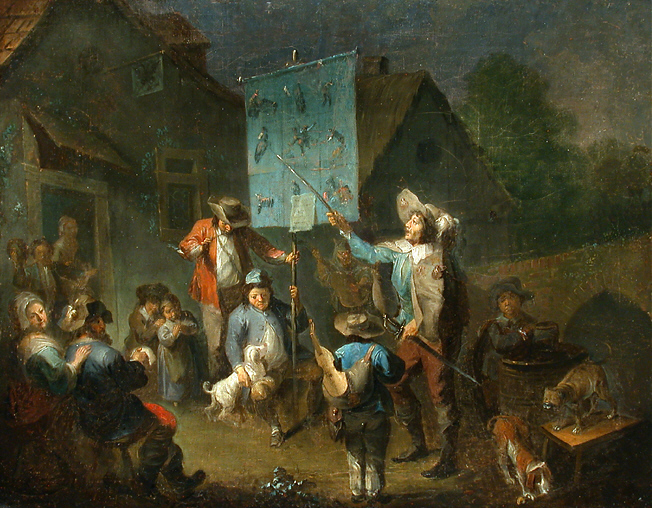
تصویری از یک «liedjeszanger» (خواننده ترانه) هلندی و «Bänkelsang» او از قرن ۱۷ یا ۱۸

در قرن شانزدهم در ایتالیا، دعاها اغلب در حضور طومارهای روشن خوانده می‌شد، در حالی که جامعه سکولار "cantambanco" یا "نیمکت آوازخوان" را تولید کرد که در آن فردی روی نیمکتی می‌ایستاد و با چوب به تصاویر اشاره می‌کرد.
در اسپانیا تا قرن ۱۹، مردان نابینایی وجود داشتند که توسط یک یاور جوان همراهی می‌شدند. آنها با سفر از شهری به شهر دیگر و نمایش تصاویر امرار معاش می‌کردند و مرد نابینا داستانی را اغلب دربارهٔ جنایات، می‌خواند یا می‌خواند، در حالی که یاور او به تصویری که در آن لحظه مرتبط بود اشاره می‌کرد. این‌ها «Romances de ciego» (داستان‌های مرد نابینا) نامیده می‌شدند.

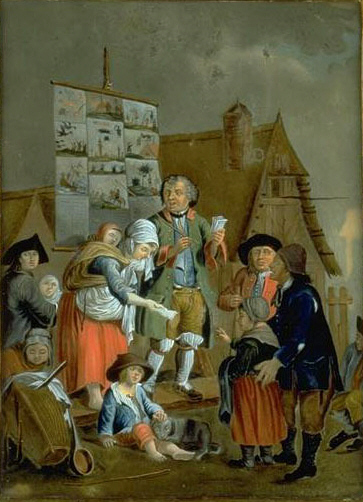
یک آواز نیمکت در آلمان

نیمکت آوازخوانی به سمت شمال به اروپای مرکزی و شمالی مهاجرت کرد، جایی که به عنوان شبه خبری هیجان‌انگیز در مورد قتل، آتش‌سوزی، مرگ، روابط، رابطه جنسی و رسوایی‌ها عمل می‌کرد. اجراکنندگان چنین ترانه‌های نیمکتی بحث‌برانگیز به عنوان ولگرد و دردسرساز دیده می‌شدند و اغلب به دلیل فعالیت‌هایشان دستگیر، تبعید یا طرد می‌شدند.
در آلمان، خوانندگان سیار بالاد نمایش‌های «Moritat» یا «Bänkelsang» (آواز نیمکت) را برای چهار قرن تا زمانی که نازیسم این عمل را در دهه ۱۹۴۰ ممنوع کرد، اجرا می‌کردند. «آواز نیمکت» آلمانی در «اپرای سه‌پولی» برتولت برشت و در کارهای اجرایی پیتر شومان باقی مانده است.
در چکسلواکی، نمایش‌های بنری «kramářská píseň» نامیده می‌شدند. بیشتر آن‌ها ناپدید شده‌اند، به استثنای قابل توجه یک آهنگ تقلیدی به نام "توپچی یابورک" (Cannoneer Jabůrek). در مجارستان این اصطلاح «képmutogatás» نامیده می‌شود.